# Arduí Glaber
Arduí Glaber, Arduí II, Arduí Glabrio o Arduí el Calb (mort el 977), va ser comte d'Auriate des de 935 i Marquès de Torí des de 962.
Arduí era el fill gran de Roger, un noble franc emigrat a Itàlia a l'inici del segle x, on fou comte d'Auriate, al qual va succeir a la seva mort vers 935. Poc després d'heretar va iniciar l'ofensiva per recuperar les seves terres que havien estat envaïdes pels sarraïns, que van arribar a ocupar la vall de Susa. Va aconseguir expulsar-los (entre 940 i 942) i va conquerir Novalesa (on hi havia l'abadia del seu nom), Susa i Torí, que va convertir en la seva capital el 941, any en què el rei d'Itàlia, Hug d'Arle va reorganitzar el territori i va enviar a l'exili a Berenguer d'Ivrea la marca del qual (Marca d'Ivrea) fou abolida; Torí havia estat als dominis de la família de Berenguer, els anscàrides, i és probable que fos llavors quan Torí fou cedida a Arduí, segurament amb títol de comte de Torí. A la primavera del 942 Berenguer va arribar a la cort d'Otó I buscant refugi i suport. Després, Arduí va conquerir Albenga, Alba i Ventimiglia. Arduí és esmentat per primer cop en un document del 13 d'abril del 945 quan va seure en un judici en un placitum del comte Lanfranc a Pavia en presència del rei Lotari II d'Itàlia.
Otó havia evitat decantar-se per cap dels dos pretendents però el 945 Berenguer d'Ivrea va retornar amb tropes mercenàries i fou ben rebut per la noblesa local. Hug d'Arle fou derrotat i es va haver de retirar a Arle; va abdicar la corona d'Itàlia el 945 en el seu fill Lotari II d'Itàlia (si bé va conservar de fet el poder a Provença i alguns llocs a Itàlia). Berenguer d'Ivrea es va imposar al jove Lotari II que va quedar com a rei titular nominal, i a la seva mare Adelaida d'Itàlia. El març/abril del 945 Berenguer era summus consiliarius (alt conseller). Hug d'Arle va morir el 10 d'abril del 947 i Lotari II va restar rei; Berenguer apareix el juny del 948 com a consors regni (royal consort) i el 22 de novembre del 950 Lotari II va morir (probablement enverinat). En aquestos tres anys Arduí es va acostar a Berenguer al que va servir. Berenguer fou coronat rei d'Itàlia com a Berenguer II el 15 de desembre del 950.
El 13 de novembre del 950 es va concedir a Arduí l'administració de l'abadia de Novalesa, legalment el darrer acte de Lotari II (mort el dia 22) però probablement obra de Berenguer II. Arduí residia en aquest temps a Torí però no se l'esmenta com a marchio. El 951 Arduí es diu que acompanyava a Berenguer en el setge de Canossa on s'havia refugiat Adelaida d'Italia, vídua d'Hug d'Arle a la que Berenguer II volia casar amb el seu fill Adalbert II; la història diu que Adelaida havia obtingut el suport del senyor de Canossa Adalbert Attó, però la presència d'Arduí al setge és més improbable, ja que aquest apareix negociant una aliança amb Adalbert Attó, la filla del qual, Prangarda es va casar amb el seu fill i successor Manfred I de Torí. El 951 la Marca d'Ivrea potser fou reorganitzada per Otó I i fou llavors quan es va crear la Marca Arduínica o Marca de Tori, o potser no fou fins al 961 o 962. En tot cas el 961/962 la Marca d'Ivrea que Berenguer II havia restaurat vers 957 o 958, fou dividida o reduïda i es van crear la Marca de Torí o Marca Arduínica (si és que no existia ja des de 951 o des de 957/958), la marca Aleràmica (igualment) i la marca Obertenga o de Ligúria oriental. Arduí s'esmenta per primer cop com a marquès en un diploma del 20 de juny del 967. La marca de Torí incloïa els comtats d'Auriate, Torí, Asti, Albenga, i probablement Bredula, Alba, i Ventimiglia
Va participar en les guerres de Guillem I l'Alliberador (comte 968-993) i Ratbold I l'Antic (comte 968-1008) contra els sarraïns de Fraxinètum i segons Liutprand de Cremona a l'Antapodosis, el 972 o 973 Arduí va dirigir junt a Rotbold el reeixit assalt a la mateixa Fraxinètum. Guillem mentre atacava als segrestadors de l'abat Maiol de Cluny. Segons un documentar comtal de 1041 va conquerir les ciutats de Tenda, Briga i Saorgio als sarraïns i els va fer certes concessions. Arduí és esmentat per darrer cop en vida el 4 d'abril del 976. Tot i els que havia fet contra els sarraïns els monjos de Novalesa (que havien estat expulsats pels musulmans de l'abadia el 906), el van acusar de no respectar els seus drets: Ardoinus vir potens ... nobis tulit [vallem Segusinam] tantum ... erat plenus viciis ... superbia tumidus ... in adquirendis rebus alienis avaricie faucibus succensus.
Arduí es va casar amb una dama anomenada Emilia o Immula Van tenir dues filles: Alsinda, que es va casar amb Giselbert II de Bèrgam; i Riquilda, que es va casar amb Conrad d'Ivrea (marquès vers 965-990). Arduí va ser succeït pel seu fill gran Manfred I de Torí. Va tenir altres dos fills més anomenats Arduí i Otó.